# Jac Heinsius
Jacobus (Jac) Heinsius (Amsterdam, 23 juni 1872 – Wassenaar, 18 mei 1947) was een Nederlandse letterkundige.

## Levensloop
Heinsius studeerde letterkunde aan de Universiteit van Amsterdam en promoveerde bij de taalgeleerden Jan te Winkel en Christianus Cornelis Uhlenbeck op een proefschrift over de gehanteerde taal in de Statenbijbel. Na eerst enige tijd werkzaam geweest te zijn als leraar werd hij aangesteld tot redacteur van het Woordenboek der Nederlandsche Taal, waarvoor hij tal van lemmata bewerkte. Hier kwam Heinsius in het algemeen naar voren als een werklustig redactielid. Verder schreef hij enkele taalkundige artikelen, onder andere over de uitdrukking 'tot barstens aan toe' en het onbegrepen woord 'grunjer'. Hij gaf de gedichten van Huygens uit, voorzien van enkele commentaren.
Heinsius huwde met Anna Christina Montijn, een dochter van Christiaan Montijn, directeur van de Kweekschool voor Onderwijzers te Amsterdam. Hun enige kind Christina Aukje Heinsius zou later trouwen met de rechtsgeleerde prof. dr. Tjalling Justus Dorhout Mees.

## Familie
Heinsius was de tweede zoon van Auke Heinsius, eerst instituteur van een particuliere school, later hoofd van de Agnieten- en Coornhertscholen te Amsterdam en directeur van het Nederlandsch Onderwijzersgenootschap (N.O.G.), en van Johanna Reinira Acquoy. De oudste zoon Han Heinsius (1863-1939) werd plantkundige. 
Grootvader van moederszijde was Jacobus Acquoy, actuarieel wiskundige en medeoprichter van de levensverzekeringsmaatschappij van het N.O.G. in Amsterdam, waar zijn vader Auke Heinsius de directeur was, later NOG Verzekeringen. 